# بشری دوه‌لی
بشری دوه‌لی (انگلیسی: Büşra Develi؛ زادهٔ ۲۵ اوت ۱۹۹۳) بازیگر و مدل اهل ترکیه است. وی از سال ۲۰۱۲ میلادی تاکنون مشغول فعالیت بوده‌است.
از فیلم‌ها یا برنامه‌های تلویزیونی که وی در آن نقش داشته‌است می‌توان به فی اشاره کرد.